# Миксотрофи
Миксотрофи су организми који могу користити комбинацију различитих извора енергије и угљеника уместо једног трофичког режима. Могуће комбинације су фототрофија и хемотрофија, литотрофија и органотрофија, аутотрофија и хетеротрофија, или друге комбинације поменутих облика исхране. Миксотрофи могу бити и прокариоти и еукариоти. Због својих карактеристика у могућности су да користе различите услове средине која их окружује. Неки организми имају непотпун Калвинов циклус тако да нису у стању да фиксирају (вежу) угљен-диоксид и морају користити угљеник из органских извора.

## Врсте миксотрофије
Организми могу да користе миксотрофију облигатно или факултативно.
- Облигатна миксотрофија: у циљу раста и одржавања организам мора да користи оба начина исхране (аутотрофија и хетеротрофија).
- Облигатна аутотрофија са факултативном хетеротрофијом: аутотрофија је довољна за раст и одржавање организма, али хетеротрофија се може користити као додатна стратегија када не постоји довољно енергије за аутотрофију, када је на пример интензитет светлости недовољан.
- Факултативна аутотрофија са облигатном хетеротрофијом: хетеротрофија је довољна за раст и одржавање организма, али такви организми могу користити додатно аутотрофију ако постоји недостатак плена.
- Факултативна миксотрофија: одржавање и раст може омогућити само хетеротрофни или аутотрофни режим исхране, а миксотрофија се користи само када је то потребно.[3]

## Примери
- — бактерија која може да живи хемоорганотрофно због великог броја различитих органских једињења које може да метаболише. Такође може да користи и хемолитоаутотрофан начин исхране и тако може једињења сумпора, као што су водоник-сулфид, елементарни сумпор, или тиосулфат, оксидовати до сулфата. Извор угљеника за ове организме може бити угљен-диоксид (аутотрофија) или органски угљеник (хетеротрофија).[4][5][6]
Органохетеротрофија се може обављати и у анаеробним и у аеробним условима, док се литоаутотрофија обавља у аеробним условима средине.[7][8]
- Много примера из рода Euglena.[9]